# Scott Jacoby
Scott Jacoby (* 26. November 1956 in Chicago, Illinois) ist ein US-amerikanischer Schauspieler.
Seine Karriere begann er im Alter von elf Jahren, als er von Februar 1968 bis Januar 1969 neben Steve Lawrence und Eydie Gormé im Broadway-Musical Golden Rainbow auf der Bühne stand. Im April 1968 wurde er für einen Tony Award nominiert. Im April 1970 wirkte er im Musical Cry For Us All mit. Von 1969 an trat Jacoby auch in Filmen und Fernsehproduktionen auf, darunter 1971 in Der Anderson-Clan. 1972 erhielt er für seine Rolle im Fernsehfilm Damals im Sommer an der Seite von Hal Holbrook und Martin Sheen einen Primetime Emmy Award. Ein Jahr später wurde er für die Titelrolle im Spielfilm Baxter und die Rabenmutter (unter anderem mit Patricia Neal, Jean-Pierre Cassel und Britt Ekland, Regie: Lionel Jeffries) erneut mit einem Emmy ausgezeichnet. 
Den Höhepunkt seiner Karriere erreichte Scott Jacoby 1976 mit der Darstellung des Jugendlichen „Mario“ in dem international erfolgreichen Thriller Das Mädchen am Ende der Straße. Zu seinen späteren Engagements gehörten unter anderem Rollen in High School-Träume (1978, Regie: Joseph Ruben) und Das Tagebuch der Anne Frank (1980, Regie: Boris Sagal). Hier war er neben Melissa Gilbert (als Anne Frank) und Maximilian Schell (als Otto Frank) in der Rolle des Peter van Pels zu sehen. 1986 bzw. 1987 trat er in den Horrorfilmen Rebellen des Grauens und Return to Horror High auf. Von 1986 bis 1989 hatte er eine wiederkehrende Nebenrolle als Sohn der Serienfigur „Dorothy Zbornak“ in Golden Girls. Nach 1991 trat Jacoby nicht mehr als Darsteller, sondern vereinzelt als Regisseur und Drehbuchautor in Erscheinung.
Jacobys Halbbrüder (aus einer späteren Ehe seiner Mutter) Billy Jayne (* 1969) und Robert Jayne (* 1973) sind ebenfalls Schauspieler. Seine Halbschwester Laura Jayne (* 1974) spielte unter dem Namen Laura Jacoby von 1979 bis 1991 Kinder- und Jugendrollen in Fernsehproduktionen. Scott Jacoby ist seit 1985 verheiratet, mit seiner Ehefrau hat er zwei Kinder.

## Filmografie (Auswahl)
- 1971: Der Anderson-Clan (The Anderson Tapes)
- 1972: Damals im Sommer (That Certain Summer; Fernsehfilm)
- 1973: Baxter und die Rabenmutter (Baxter!)
- 1973/74: Liebe, Lüge, Leidenschaft (One Life to Live; Seifenoper)
- 1973–1975: Dr. med. Marcus Welby (Fernsehserie, 3 Folgen)
- 1974: Owen Marshall – Strafverteidiger (Owen Marshall, Counselor at Law; Fernsehserie, 1 Folge)
- 1976: Das Mädchen am Ende der Straße (The Little Girl Who Lives Down the Lane)
- 1978: High School-Träume (Our Winning Season)
- 1980: Das Tagebuch der Anne Frank (The Diary of Anne Frank; Fernsehserie, 1 Folge)
- 1983: Trapper John, M.D. (Fernsehserie, 1 Folge)
- 1986: Rebellen des Grauens (The Supernaturals)
- 1986–1989: Golden Girls (Fernsehserie, 3 Folgen)
- 1987: Return to Horror High
- 1987: Mord ist ihr Hobby (Murder, She Wrote; Fernsehserie, 1 Folge)
- 1988: Tödliche Lippen (To Die For)
- 1991: Son of Darkness: To Die for II
- 2001: Rage: 20 Years of Punk Rock West Coast Style (Dokumentarfilm, als Regisseur und Autor)